# Marie Wagner
Marie Wagner (Freeport (Nova Iorque), 2 de fevereiro de 1883 - 1 de abril de 1975) foi uma tenista amadora estadunidense. 